# 黄昏シンフォニー
「黄昏シンフォニー」（たそがれシンフォニー）は、KEYTALKの楽曲で、メジャー11枚目（通算14枚目）のシングル。2017年6月7日にGetting Betterから発売された。

## 解説
表題曲の「黄昏シンフォニー」は、KEYTALKとしては初のテレビドラマ主題歌として書き下ろされた楽曲である。初回生産分は初回生産分特殊パッケージ仕様になっており、先着2,000名に特製CDスリーブケースをプレゼントする「特製スリーブケースプレゼントキャンペーン」用の応募ハガキ封入されていた。
2017年6月9日に放送されたテレビ朝日系音楽番組『ミュージックステーション』に、THE ORAL CIGARETTESと共に初出演を果たし、対面形式でライブを行うVS LIVE形式で「黄昏シンフォニー」を披露した。
YouTubeで公開されたミュージック・ビデオは、途中で寺中による楽曲解説をしているシーンが収録された特別なものとなっている。

## 収録曲
1. 黄昏シンフォニー
  - 作詞・作曲：寺中友将

TBS系ドラマ「3人のパパ」の主題歌[5]
2. F.A.T
  - 作詞・作曲：首藤義勝

## 収録アルバム
| 曲名             | 収録アルバム | 発売日       |
| ---------------- | ------------ | ------------ |
| 黄昏シンフォニー | 『Rainbow』  | 2018年3月7日 |